# Brian Downey
Brian Michael Downey (27. ledna 1951, Dublin) je irský bubeník, instrumentalista, skladatel a bývalý člen rockové skupiny Thin Lizzy.
V roce 1969 v Dublinu založil skupinu Thin Lizzy. Brian ve skupině působil jako bubeník. První velký hit skupiny byl tradicional „Whiskey In The Jar“. Mezinárodní úspěch měla i skladba „The Boys Are Back In Town“.
Patří mezi nejlepší rockové bubeníky na světě.
Před Thin Lizzy byl Downey v mnoha kapelách, například v Liffey Beats, The Black Eagles (s Lynottem), Sugar Shack a Orphanage (taky s Lynottem). Po setkání s kytaristou Ericem Bellem trojice založila Thin Lizzy. Pro příštích čtrnáct let byl Downey stálý bubeník kapely, nahrál bicí i na Lynottova sólová alba.
Po Lynottově smrti Downey hrál v tributních Thin Lizzy s Johnem Sykesem, Scottem Gorhamem, Darrenem Whartonem a Marco Mendozou. Odešel v roce 1999 a byl nahrazen Tommym Aldridgem.
Objevil se také na albu Garyho Moora „Close as You Get“ z roku 2007.